# Saccharose-phosphate synthase
La saccharose-phosphate synthase est une glycosyltransférase qui catalyse la réaction :
UDP-glucose + D-fructose-6-phosphate  {\displaystyle \rightleftharpoons }  UDP + saccharose-6F-phosphate.
Cette enzyme réalise la biosynthèse du saccharose chez les plantes et les cyanobactéries. La protéine issue des feuilles de riz est activée par le glucose-6-phosphate, mais celle issue des cyanobactéries ne l'est pas. La réaction est réversible, mais la saccharose-phosphate synthase fonctionne généralement en couplage étroit avec la saccharose-phosphate phosphatase, ce qui rend la réaction essentiellement irréversible.
L'exposant « F » du saccharose-6F-phosphate indique que le groupe phosphate est porté par le résidu de fructose.